# ایوان یکم
ایوان اول مسکو (روسی: Ива́н I Дании́лович Калита́) دوک اعظم مسکو از سال ۱۳۲۵ و دوک اعظم ولادیمیر از سال ۱۳۲۸ بود.